# Windows Konkret
Windows Konkret war eine Computerzeitschrift mit Themenschwerpunkt Microsoft Windows.
Sie erschien im DMV-Verlag zum ersten Mal mit der Ausgabe 11 im Jahre 1993. Die Zeitschrift entstand aus der Computerzeitschrift „WinDOS“, welche ein Ableger der Zeitschrift DOS International war. Nach Streitigkeiten bei der Erstausgabe (10/1993) um den eigentlich geplanten Namen „Windows Welt“ (wegen der Namensähnlichkeit zu PC-Welt) wurde das Magazin schließlich „Windows Konkret“ getauft. Im April 1995 wurde bekannt, dass Windows Konkret und Play Time prozentual die größten Auflagenverluste unter den Computerzeitschriften hatten. Die letzte Ausgabe war 4/1995. Die Zeitschrift ging in der Zeitschrift PC-Anwender des gleichen Verlages auf.